# Боле (язык)
Боле (также боланчи, ампика, болева, болава, борпика; англ. ampika, bolanchi, bolawa, bolewa, borpika; самоназвание: bòò pìkkà, bopika) — один из языков западночадской ветви чадской семьи.
Распространён в северо-восточных районах Нигерии. Наиболее близок языку бееле. Численность говорящих — около 250—300 тыс. человек. Письменность основана на латинице.

## О названии
Название «боле» дано языку народа болева соседними этническими группами. В частности, такое название известно в двух наиболее распространённых языках Северной Нигерии — в хауса и канури. По одной из версий происхождение названия «боле» связано с фразой на языке боле «Bo le?» («Какой язык?»). Слово или фраза на языке, который представители других народов не понимают, нередко становится названием для этого языка и его народа в языках соседних этнических групп, такие случаи известны во всех регионах мира. Самоназванием языка боле является лингвоним bòò pìkkà, bopika.
|       | боле                                                                  | хауса                                             | канури |
| ----- | --------------------------------------------------------------------- | ------------------------------------------------- | ------ |
| народ | am pikka (муж.), ani pikka (жен.) anim pikka / biya pikka (мн. число) | babole (муж.), baboliya (жен.) bolawa (мн. число) | bolea  |
| язык  | bo pikka                                                              | bolanci                                           | bolea  |

## Классификация
В соответствии с классификацией чадских языков, предложенной американским лингвистом Полом Ньюманом, язык боле вместе с языками беле, дено (куби), галамбу, гера, герума, канакуру (дера), карекаре, кирфи, купто, квами, маха, нгамо, перо, пийя (вуркум) и тангале входит в группу боле западночадской языковой ветви (в статье В. Я. Порхомовского «Чадские языки», опубликованной в лингвистическом энциклопедическом словаре, данная группа упоминается под названием боле-тангле, или боле-тангале). Согласно исследованиям Пола Ньюмана, язык боле относится к кластеру языков собственно боле подгруппы боле группы западночадских языков A.2 подветви западночадских языков A. Эта классификация приведена, в частности, в справочнике языков мира Ethnologue.
Более подробная классификация языков подгруппы боле, составленная Расселом Шухом, опубликована в базе данных по языкам мира Glottolog. В ней язык боле отнесён к кластеру боланчи-беле, который в свою очередь последовательно включается в следующие языковые объединения: языки нгамо-беле, языки кирфи-беле, языки галамбу-беле, языки ядерные боле и языки боле. Последние вместе с языками тангале составляют группу западночадских языков A A.2.
В классификации африканских языков чешского лингвиста Вацлава Блажека язык боле включён в подгруппу языков боле-тангале, в которой представлены два языковых объединения: в первое вместе с боле входят языки нгамо, маха, гера, кирфи, галамбу, карекаре, герума, дено, куби, беле, во второе — языки тангале, перо, дера. Подгруппа боле-тангале вместе с ангасской подгруппой в данной классификации являются частью боле-ангасской группы, входящей в свою очередь в одну из двух подветвей западночадской языковой ветви.
В классификации афразийских языков британского лингвиста Роджера Бленча боле вместе с языками нгамо, маака и бееле образует языковое единство, входящее в объединение «a» подгруппы боле (или северной подгруппы) группы боле-нгас подветви западночадских языков A.
Согласно классификации чадских языков, опубликованной в работе С. А. Бурлак и С. А. Старостина «Сравнительно-историческое языкознание», язык боле входит в группу боле-тангале подветви собственно западночадских языков.

## Лингвогеография

### Ареал и численность
Основная область распространения языка боле размещена в северо-восточной Нигерии на сопредельной территории штатов Гомбе (район Дукку) и  Йобе (район Фика). Небольшая часть носителей языка боле населяет также районы Алкалери и Даразо в штате Баучи и район Васе в штате Плато.
Ареал языка боле находится большей частью в окружении ареалов близкородственных западночадских языков. С северо-запада к ареалу языка боле примыкает ареал языка нгамо, с запада — ареал языка хауса, с юго-запада — ареалы языков кваами и  тангале, с востока — ареалы языков маха и купто. На северо-востоке с областью распространения языка боле граничит ареал сахарского языка центральный канури. На юго-востоке с ареалом языка боле соседствует ареал центральночадского языка тера.
Численность носителей языка боле по данным 1952 года составляла 32 000 человек. Согласно данным справочника Ethnologue, в 1990 году численность говорящих на боле оценивалась в 100 000 человек.
В 2000-х годах число говорящих на этом языке, в том числе как на втором, по оценкам исследователей языков Нигерии Калифорнийского университета в Лос-Анджелесе составила около 250—300 человек. По современным оценкам сайта Joshua Project, в которых учтены прежде всего представители народа болева, численность носителей языка боле составляет 206 000 человек (2016).

### Социолингвистические сведения
Согласно данным сайта Ethnologue, степень сохранности языка боле является стабильной. Язык используется в бытовом общении всеми поколениями представителей этнической общности болева, включая младшее поколение. Язык боле как второй распространён среди представителей этнических групп, живущих по соседству с народом болева. В частности, на боле говорят носители бенуэ-конголезского джукуноидного языка хоне. По значимости в северо-восточном нигерийском регионе боле уступает только языку хауса, который является лингва франка по всей северной Нигерии и близлежащей субсахарской зоне, и языку канури, исторически доминирующему в Северо-Восточной Нигерии. Стандартной формы у языка боле нет. По вероисповеданию болева являются мусульманами.

### Диалекты
Область распространения языка боле делится на два основных диалектных ареала — бара и фика (анпика, фиканкайен).

## Письменность
Письменность боле основана на латинице. Первые книги, написанные на боле, включая букварь, были изданы в 1950-х годах. В состав алфавита языка боле входят 25 букв:
| Заглавные | A | B | Ɓ | C | D | Ɗ | E | G | H | I | J | K | L | M | N | O | P | R | S | T | U | W | Y | ʼY | Z |
| Строчные  | a | b | ɓ | c | d | ɗ | e | g | h | i | j | k | l | m | n | o | p | r | s | t | u | w | y | ʼy | z |

Кроме того, на письме используется также диграф sh.